# 太平洋偏口蛤
太平洋偏口蛤（学名：Chama pacifica）是帘蛤目偏口蛤科偏口蛤属的一种。

## 分佈
本物種的模式產地位於法屬波里尼西亞土阿莫土群岛的Marutea島。見於马来西亚、印度尼西亚、台湾，常栖息在浅海。